# 翟鑅觀
翟鑅觀（？—？），貴州貴築人，清朝政治人物。舉人出身。
咸豐七年，接替於作新。擔任江蘇荆溪縣知縣。后由张乔林接任。